# Escuela Moderna

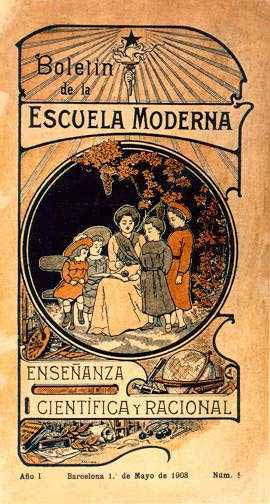
La prima pagina del bollettino del gruppo, pubblicato il 31 dicembre 1905 a Barcellona.

La Escuela Moderna (in italiano Scuola Moderna) è stata una scuola progressista che fu attiva agli inizi del XX secolo a Barcellona, in Spagna.

## Storia
La Escuela Moderna fu fondata nel 1901 dal libero pensatore Francesc Ferrer i Guàrdia con l'obiettivo di “educare la classe lavoratrice in modo razionale, laico e non coercitivo.” Nella pratica i prezzi delle quote di iscrizione restrinsero il pubblico della scuola al ceto medio. Gli organizzatori speravano che gli alunni, arrivato il momento, si sarebbero uniti alla causa del movimento operaio.
La scuola fu chiusa nel 1906. Ferrer fu giustiziato 3 anni dopo per sedizione.
Oggi, gli unici archivi sopravvissuti della scuola sono mantenuti nella collezione speciale del Dipartimento dell'Università della California, San Diego.
La Escuela Moderna, ed in generale le idee di Ferrer, ispirarono la creazione di una serie di Scuole Moderne negli Stati Uniti d'America, Cuba, Sud America e Londra. La prima di queste fu fondata a New York nel 1911. Inoltre la Escuela Moderna ispirò anche il giornale italiano Università popolare, fondato nel 1901.